# Eastgulf (Virginia Occidental)
Eastgulf es un área no incorporada ubicada en el condado de Raleigh, Virginia Occidental, Estados Unidos. Está clasificada como un asentamiento humano por el Sistema de Información de Nombres Geográficos.
Aparece registrada en U.S. Geological Survey con fecha de entrada del 31 de diciembre de 1981. El número de identificación asignado por el Sistema de Información de Nombres Geográficos es 1554360.

## Geografía
Se encuentra a una altitud de 512 m s. n. m. (1680 pies) según el Servicio Geológico de Estados Unidos.